# 凯莉·布雷热
凯莉·布雷热（英語：Kelly Brazier，1989年10月28日—），新西兰女子七人制橄榄球运动员。她曾代表新西兰国家队参加2016年和2020年夏季奥林匹克运动会七人制橄榄球比赛，获得一枚金牌和一枚银牌。